# Tywyn
Tywyn er en by i i Nord-Wales i grevskabet Gwynedd. Byen har en kirke, St. Cadfan, der går helt tilbage til 800-tallet, og byen er formentlig opstået som fiskerleje. I dag er byen kendt som badeby og turisme er det vigtigste erhverv.
Tywyn var en vigtig base for landgangstræning under 2. verdenskrig.
Tywyn er også udgangspunkt for smalsporsbanen Talyllyn Railway, der åbnede i 1865 for at fragte skifer fra minerne i Abergynolwyn til udskibning i Tywyn. Banen var den første i verden der blev overtaget og drevet af en jernbaneklub i 1950.
Øst for Abergynolwyn ligger søen Tal-y-llyn der er geologisk forskellig fra de fleste andre søer i Wales. Fra en parkeringsplads ved søen udgår flere vandreture i bjergkæden Cadair Idris.